# Камикадзе
Камикадзе на японски език означава „божествен вятър“ (от kami – бог, kaze – вятър).
Думата е използвана за пръв път във връзка с тайфуна, потопил на два пъти (през 1274 и 1281 г.) корабите на монголския хан Кубилай и спасил Япония от нахлуване.
По време на Втората световна война така са наречени пилотите-самоубийци, използвани от Япония като бойно средство против морския флот на САЩ. Появяват се в заключителния етап на войната в Тихия океан, но идеята за такива атаки е предложена за пръв път още през 1931 г. от адмирал Джо Ейичиро на тогавашния глава на технологичния отдел на бюрото по морска авиация към Министерството на флота адмирал Исороку Ямамото. Около 3800 пилоти „камикадзе“ загиват по време на войната, а над 7000 морски военни са убити от атаките на „камикадзе“.
Понятието „камикадзе“ е част от по-широкия японски термин токкотай, с който са означавали всички доброволци-самоубийци (не само летци). Примерно са произведени около 6 хиляди моторни лодки „Шийно“, всяка от които е натоварена с близо 300 килограма експлозиви, като голяма част от тях са били запазени са отблъскването на готвеното нахлуване на западните съюзници на основните японски острови, а използваните в боевете за Филипините и Окинава потапят 4 американски кораба и повреждат приблизително още толкова. Тактиката на самоубийствени нападения масово е възприета от японското командване в последните месеци на войната с цел да се компенсира неуспешния ход на войната срещу 2 суперсили, по-богати и технологично развити от нея, поддържани от почти целия останал свят, докато Европейските съюзници на Япония – Германия, Унгария, Хърватия, Словакия и Северна Италия вървят към скорошното си и неизбежно поражение, което ще позволи съсредоточаването на всички ресурси на Западните съюзници против Япония и съветско влизане във войната против нея – примерно на 19 януари 1945 г. Върховния съвет за ръководството на войната решава, че оставащите мощности и ресурси на японската военна икономика трябва да се съсредоточат върху производството на „специални оръжия“, както се наричат в Япония оръжията за самоубийствени нападения. Сега думата е синоним на самоубиец и жива торпила.